# Police (district de Šumperk)
Pour les articles homonymes, voir Police.
Police (en allemand : Pollaitz) est une commune du district de Šumperk, dans la région d'Olomouc, en République tchèque. Sa population s'élevait à 218 habitants en 2023.

## Géographie
Police se trouve à 7 km au nord-est de Mohelnice, à 19 km au sud de Šumperk, à 31 km au nord-ouest d'Olomouc et à 179 km à l'est-sud-est de Prague.
La commune est limitée par Rohle et Úsov au nord, par Klopina à l'est, par Úsov au sud, et par Třeština, Dubicko et Hrabová à l'ouest.

## Histoire
La première mention écrite de la localité date de 1312.

## Transports
Par la route, Police se trouve à 7,5 km de Mohelnice, à 22 km de Šumperk, à 35 km d'Olomouc et à 221 km de Prague.